# انعزال فائق
الانعزال الفائق في علم الوراثة هو تكوينُ أنماطٍ ظاهريّة متطرّفة، أو أنماط ظاهريّة متعدّية، لوحظت حالة الانعزال الفائق في مجموعات هجينة منعزلة مقارنةً بالأنماط الظاهرية التي لوحظت في سلالات الأنواع الأمّ. يمكن أن يكون ظهور هذه الأنماط الظاهرة (المتطرفة) إيجابيًا أو سلبيًا من حيث الصلاحية. ففي حال اجتمعت الألّيلات الصالحة لكلا الوالدين، فسينتج عن ذلك وجود هجين يتمتّع بصلاحية أعلى من تلك التي يتمتّع بها أيّ من الوالدين. ستُظهر الأنواع المختلطة تنوّعًا وراثيًا أكبر في التباين الجيني وفي التعبير الجيني بالمقارنة مع الأنواع الأمّ. نتيجة لذلك، سيكون للأنواع الهجينة بعض الصفات ذات الطبيعة الفائقة (المتطرفة). يمكن أن يسمح الانعزال الفائق للأنواع الهجينة بملء بيئات/منافذ مختلفة لا تتواجد فيها الأنواع الأصل، أو من الممكن أيضاً تتنافس الأنواع الهجينة مع الأنواع الأمّ في البيئات التي تتواجد فيها.

## الأسباب

### أسباب وراثية
هنالك العديد من الأسباب للانعزال الفائق في الهجائن. يمكن إرجاع أحد هذه الأسباب إلى إعادة تركيب الألّيلات المضافة. ينتج عن إعادة التركيب هذه أزواجٌ جديدة من الألّيلات في موضعين أو أكثر. يمكن أن تؤدّي هذه الأزواج المختلفة من الأليلات إلى ظهور أنماط جديدة إذا تم تغيير التعبير الجيني في هذه المواقع، ويمكن أن يكون ارتفاع معدّل الطفرة سبباً آخراً للانعزال الفائق. عندما تكون معدّلات الطفرة مرتفعة، فمن المحتمل أن تحدث طفرة وتتسبب في حدوث تغيير مظهري شديد. يعدّ  تراجع الاستقرار التطوّري سبباً آخر للانعزال الفائق. يشير الاستقرار التطوّري إلى قدرة النمط الوراثي على الانتقال المستمرّ للنمط الظاهري في تركيبة بيئيّة معيّنة. إذا كان هناك اضطراب بسبب العوامل الوراثيّة أو البيئيّة، فإن النمط الوراثي سيكون أكثر حساسيّة للتغيّرات المظهريّة. سببٌ آخر لحددوث الانعزال الفائق هو نشوء تفاعل بين ألّيلين من جينات مختلفة، والمعروف أيضًا باسم تأثير التفوّق. التفوّق بالانكليزية epistasis هو الحدث الذي يمنع فيه ألّيل في موضعٍ ما (بالإنجليزية: locus)‏ ألّيلاً آخر في مكان آخر عن التعبير عن منتجه كما لو كان يخفي تأثيره. لذلك، يمكن أن يكون التفوّق ذو صلة بالجينات إلى جانب السيادة الناتجة عن تغاير اللّواقح في مواقع محدّدة. يعني ذلك أنّه قد تمّ تكيّف الزيجوت متغاير الألائل (الهجين) بشكلٍ أفضل عند مقارنته يزيجوت متماثل الألائل (الوالد)، وبالتالي يظهر أنماطًا شكليّة أكثر انعزالاً وتطرّفًا. تؤدّي كلّ الأسباب الآنفة الذكر إلى ظهورِ هذه الأنماط الظاهرية المتطرّفة وتخلق نوعًا هجينًا من شأنه أن يحيد عن مكانة الأنواع الأصلية ويؤدي في النهاية إلى إنشاء نوع «هجين» فردي.

### أسباب بيئية
بخلاف العوامل الوراثيّة التي تسبّب الانعزال الفائق فقط، يمكن أن تسبب العوامل البيئية حدوث العوامل الوراثيّة. يمكن أن تتأثّر العوامل البيئية التي تُسبّب الانعزال الفائق بالنشاط البشريّ وبتغيّر المناخ. فيملك كلٌّ من النشاط البشري وتغيّر المناخ القدرة على إجبارِ الأنواع لها جينوم معيّن على التفاعل مع الأنواع الأخرى ذات الجينومات المختلفة.
على سبيل المثال، إذا تمّ بناء جسر يربط منطقتين معزولتين ببعضهما البعض، فسيتمّ بذلك فتحُ بابِ تدفّقِ للجينات. سيزيد هذا الباب المفتوح من التّفاعلات بين الأنواع المختلفة مع إمكانيّة الجينومات المختلفة من أن تخلق أنواعًا هجينة يمكن أن تظهر أنماطًا ظهارية متعدّية. يمكن للنشاط البشريّ أن يفتح باب تدفّق الجينات من خلال استمراره بالقيام بالأعمال الضارّة مثل التقليل من المساحات الخضراء على الكرة الأرضيّة وزيادة نسب التلوث. ويمكن لتغيّر المناخ أيضاً أن يفتح باب تدفّق الجينات عن طريق كسر الحواجز المناخيّة والبيئيّة التي كانت موجودة من قبل. يمكن أن يؤدّي هذا التقارب بين الأنواع إلى نوع هجين سيحمل المزيد من التباين المظهريّ عند مقارنته بالأنواع الأم. تملك هذه الزيادة في التباين المظهريّ القابليّة لإحداث الانعزال الفائق.

## أمثلة على الانعزال الفائق
يوجد في كينيا، كائن يسمى النغيظة ملطِّخة القمح (septoria tritici blotch أو Mycosphaerella graminicola) الذي يقلل من غلة محصول القمح. لم تملك الأنواع الأصيلة للقمح أي مقاومة تذكر تجاه هذا النبات، ولكن الأنواع الهجينة الناتجة عن الانعزال الفائق أظهرت مقاومة أكبر تجاه هذا النوع وبالتالي ملاءمة أكبر. يمكن الحصول على مقاومة أعلى للنغيظة ملطِّخة القمح عن طريق مقاطعة الجينات التي تتّسم بالفعّالية معًا. في النتيجة، امتلك 31 تقاطعاً من أصل 36 ملاءمة أكبر من تلك التي امتلكتها الأنواع الأمّ. وامتلكت هذه الأزواج الـ 31 أيضاً مقاومة أكبر ضدّ النغيظة ملطِّخة القمح. كانت التقاطعات المستخدمة من أنواع القمح التجارية عالية الإنتاج والمفيدة لأنّ فرصة ظهور سمات ضارّة غير مرغوب بها فيها أقلّ وبالتالي زيادة في الصفات المفيدة. وُجِد أنّ الانعزال الفائق مفيدٌ في خلقِ مقاومةٍ تجاه هذا الكائن الحيّ وبالتالي مفيد في زيادة إنتاجيّة محصول القمح.
استخدم الاختصاصي في علم النبات لورين ريسبيرج نبات عبّاد الشمس لإظهار الانعزال الفائق للصفات الوالدية. كان عباد الشمس السنوي (Helianthus annuus) وعبّاد الشمس المروج (Helianthus petiolaris) هما المجموعتان الرئيسيتان للهجين. في النهاية كان هناك ثلاثة أنواع من عباد الشمس المختلطة. أظهرت الأنواع الهجينة بالمقارنة مع الوالدين درجة عالية من القدرة على التحمّل والملاءمة في المناطق التي لم تتمكّن الأنواع الرئيسيّة فيها من النجاة، مثل المستنقعات المالحة والكثبان الرملية والصحاري. وبذلك يكون الانعزال الفائق قد سمح لهذه الأنواع الهجينة بالبقاء في المناطق التي لم تتمكّن الأنواع الأم من البقاء فيها. لذلك، فقد استوطنت الأنواع الهجينة في المناطق التي لم تتواجد فيها الأنواع الأم. ويرجع ذلك إلى إظهار الأنواع الهجينة لتعبيراتٍ جينيّة (أنماط ظاهرية) أكثر من الأنواع الأم وأيضًا لاحتوائها على بعض الجينات الفائقة (المتطرفة).